# 구미봉곡초등학교
구미봉곡초등학교는 대한민국 경상북도 구미시에 있는 초등학교다.

## 학교 연혁
- 2008.03.01 구미봉곡초등학교 개교(15학급, 395명)
- 2009.02.18 제1회 졸업 48명 (총 48명)
- 2009.03.01 구미봉곡초등학교병설유치원(1학급) 개원
- 2011.03.03 경상북도교육청 지정 체육시범학교운영(2년간)
- 2013.03.01 교육부 요청 경상북도교육청 지정 초등 3~4/5~6학년군 국정도서 현장적합성검토 정책연구학교 운영(2년간)
- 2014.02.20 제6회 졸업식(109명, 누계 총 484명)
- 2014.03.01 제4대 김영곤 교장 부임
- 2014.03.01 일반 24학급, 특수1학급, 유치원 1학급 편성운영